# Ipalibo Jack
Ipalibo Jack, né le 6 avril 1998 au Nigeria, est un footballeur nigérian, qui évolue au poste de milieu défensif au Tchornomorets Odessa.

## Biographie

### Jeunesse et formation
Originaire du Nigeria, Ipalibo Jack commence le football à la Diamond Football Academy, tout comme Samuel Chukwueze. Il suit la trajectoire de son compatriote et rejoint l'Espagne et le club du Villarreal CF, où il est formé après avoir convaincu à la suite d'un essai au club en 2016.

### Strømsgodset IF
Le 3 août 2019, Ipalibo Jack est prêté avec option d'achat par Villarreal au Strømsgodset IF, en Norvège. Deux jours plus tard, il joue son premier match, lors d'une rencontre de championnat face au FK Bodø/Glimt. Il est titularisé lors de cette rencontre perdue par son équipe sur le score de trois buts à un.
Le 30 juin 2020, il signe définitivement au Strømsgodset IF un contrat le liant au club jusqu'en 2023. Le 5 juillet 2020 il délivre sa première passe décisive, face au Kristiansund BK, en championnat, et permet ainsi à son équipe de remporter le point du match nul (2-2 score final).